# From the Carpet
From the Carpet è un Ep della band indie rock statunitense The Academy Is.... Pubblicato nel 2006, contiene sei tracce acustiche, ed è disponibile sono tramite download.

## Elenco delle tracce
Tutte le canzoni sono state scritte da William Beckett, tranne dove indicato diversamente.
- 1. "Pour Yourself a Drink" – 1:28
- 2. "The Fever" – 3:40
- 3. "The Phrase that Pays" – 4:01
- 4. "Working Class Hero" (John Lennon) – 3:41
- 5. "Down and Out" feat. Sheldon Miller – 5:15
- 6. "Black Mamba" – 3:07

## Formazione
- William Beckett – voce
- Michael Carden – chitarra
- Thomas Conrad – chitarra
- Andy Mrotek – batteria
- Adam Siska – basso